# Jeffrey Foskett

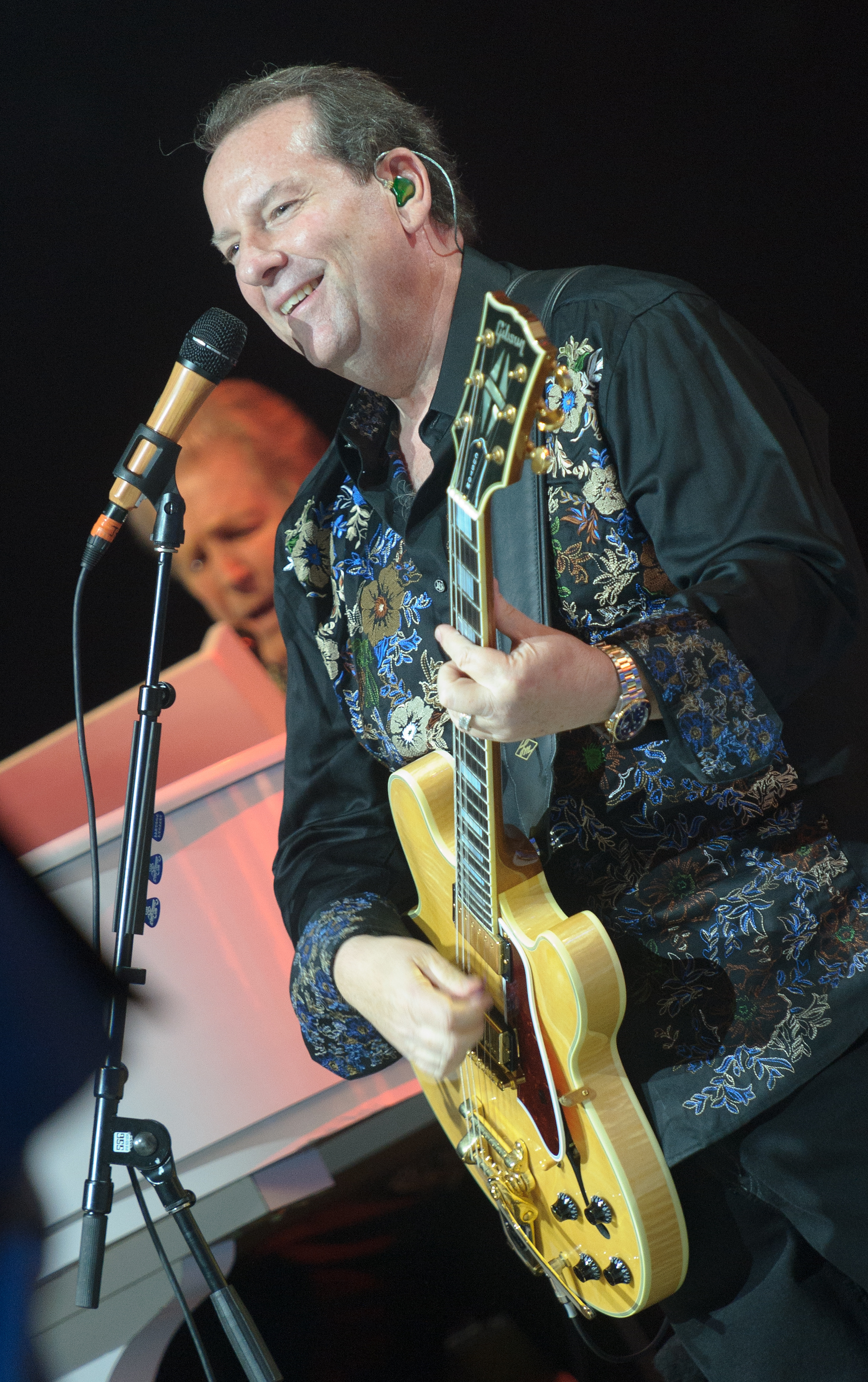
Jeff Foskett (2012)

Jeffrey Warren Foskett (* 17. Februar 1956 in Santa Clara County, Kalifornien; † 11. Dezember 2023) war ein US-amerikanischer Gitarrist, Komponist und Sänger. Er wurde vor allem durch seine Zusammenarbeit mit den Beach Boys und anderen Musikern bekannt, hat aber auch zahlreiche Soloalben veröffentlicht.

## Biographie
Jeffrey Foskett wuchs im kalifornischen San José auf. Nachdem er 1964 zum ersten Mal die Beatles in der Ed Sullivan Show gesehen hatte, wünschte er sich von seinen Eltern zum Geburtstag eine Gitarre. Er spielte dann bis zur Highschool in verschiedenen Gruppen. Die erste Band, die für Aufsehen sorgte, waren The Pranks, die Ende der 1970er von Foskett, Randell Kirsch und Bo Fox gegründet wurde. Sie hatte bald eine große Anhängerschaft in ganz Kalifornien.
1980 verließ Foskett die Band, weil er von den Beach Boys das Angebot bekommen hatte, als Ersatz für Sänger und Gitarrist Carl Wilson, der zu diesem Zeitpunkt sein Soloalbum promotete, mit ihnen auf Tournee zu gehen. Zwei Jahre später kehrte Wilson als festes Bandmitglied zu den Beach Boys zurück und bot Foskett an, seine Tätigkeit als Ensemblemitglied fortzusetzen. Er setzte seine Zusammenarbeit mit den Beach Boys fort, trat weiterhin live mit ihnen auf und spielte und sang auch auf zwei Studioalben der Band.
1991 verließ Foskett die Beach Boys, um als Solist auftreten zu können. Fünf Jahre lang spielte er mit seiner Begleitband Konzerte und schrieb Songs, bis er 1996 sein erstes Album veröffentlichen konnte. Allerdings war diese Veröffentlichung auf Japan, Neuseeland und Australien beschränkt. Seine Solokarriere verlief erfolgreich. Sein Song Fish kletterte in den japanischen Charts bis auf den dritten Rang. Dazu gesellten sich noch zwei weitere Top-10-Erfolge in Japan und Neuseeland. Ab 1996 veröffentlichte Foskett neun Studioalben, von denen allerdings nur die letzte Veröffentlichung – Stars in the Sand – auch in seinem Heimatland erhältlich ist.
1998 erhielt Foskett von Brian Wilson das Angebot, der musikalische Direktor seiner Band zu werden. Er nahm das Angebot an und stellte seine Solokarriere zurück. Ab diesem Zeitpunkt war er ein fester Bestandteil von Brian Wilsons Tour- und Studioband. Er nahm an den Welttourneen teil, spielte und sang auf Wilsons Soloalben und  veröffentlicht nebenbei weitere Soloalben, für die er die Musik komponierte, arrangierte und produzierte.
2012 absolvierte Foskett mit den Beach Boys im Rahmen ihrer 50th Anniversary Tour eine Welttournee. Er wirkte auch auf ihrem Studioalbum That’s Why God Made the Radio mit und übernahm sowohl im Studio als auch live die Falsettparts, die ursprünglich von Brian Wilson gesungen worden waren.
Foskett spielte und sang – entweder auf der Bühne oder im Studio – auch für Paul McCartney, Ringo Starr, Eric Clapton, Chicago, The Moody Blues, Elton John, Neil Young, Willie Nelson, Tom Petty, The Everly Brothers, America und Three Dog Night. Seine Stimme und sein Gitarrenspiel sind auf über 30 mit Gold- oder Platin ausgezeichneten Alben vertreten.
Jeffrey Foskett starb im Dezember 2023 im Alter von 67 Jahren nach langjährigem Kampf gegen Schilddrüsenkrebs.

## Diskographie
- Thru My Window, 1996
- Thru My Window/The Other Takes, 1996
- Sunny Off (6 track mini LP), 1996
- Christmas The Beach, 1997
- Cool And Gone, 1997
- Best Of Japan, 1999
- Twelve And Twelve, 2000
- Best Of New Zealand, 2001
- Tributes And Rarities, 2003
- Stars in the Sand, 2004